# پسرم مارشال، پسرم امینم
پسرم مارشال، پسرم امینم (به انگلیسی: My Son Marshall, My Son Eminem) یک خودزندگی‌نامه اثر دبی نلسون، مادر امینم خواننده رپ اهل آمریکا است که در سپتامبر ۲۰۰۸ منتشر شد.